# Nucșoara de Sus, Prahova
Nucșoara de Sus (în trecut, Nucșoara) este un sat în comuna Posești din județul Prahova, Muntenia, România.

## Istoric
Așezarea este atestată documentar în 1743.
În 2011, localitatea avea 713 locuitori.

## Economie
O mare parte a locuitorilor se ocupă de creșterea animalelor (pentru carne și produse lactate), cultivarea pomilor fructiferi și agricultura de subzistență. Există câteva firme specializate în calculatoare și echipamente electronice, comerțul cu fructe și legume, precum și în construcții.

## Personalități marcante ale satului
Aici s-a născut, în anul 1786, cărturarul Eufrosin Poteca. Pe cheltuiala acestuia s-a construit o biserică (care a ars în anul 1963, pe locul ei construindu-se, în 1976, o capelă ce deservește cimitirul în care este amplasată).